# Ilex serrata
Ilex serrata är en järneksväxtart som beskrevs av C.P. Thunberg och A. Murray. Ilex serrata ingår i släktet järnekar, och familjen järneksväxter. Inga underarter finns listade i Catalogue of Life.

## Bildgalleri

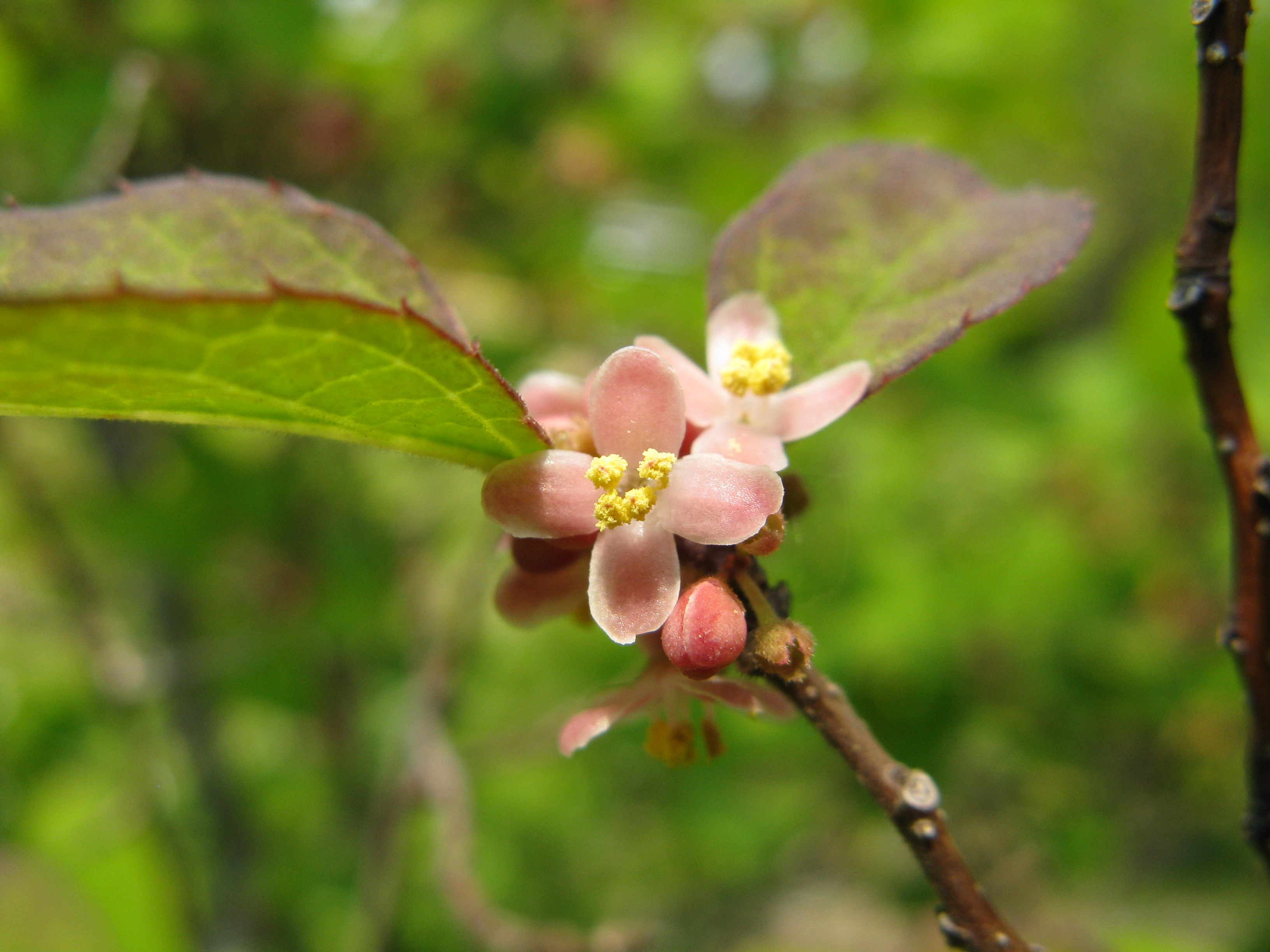
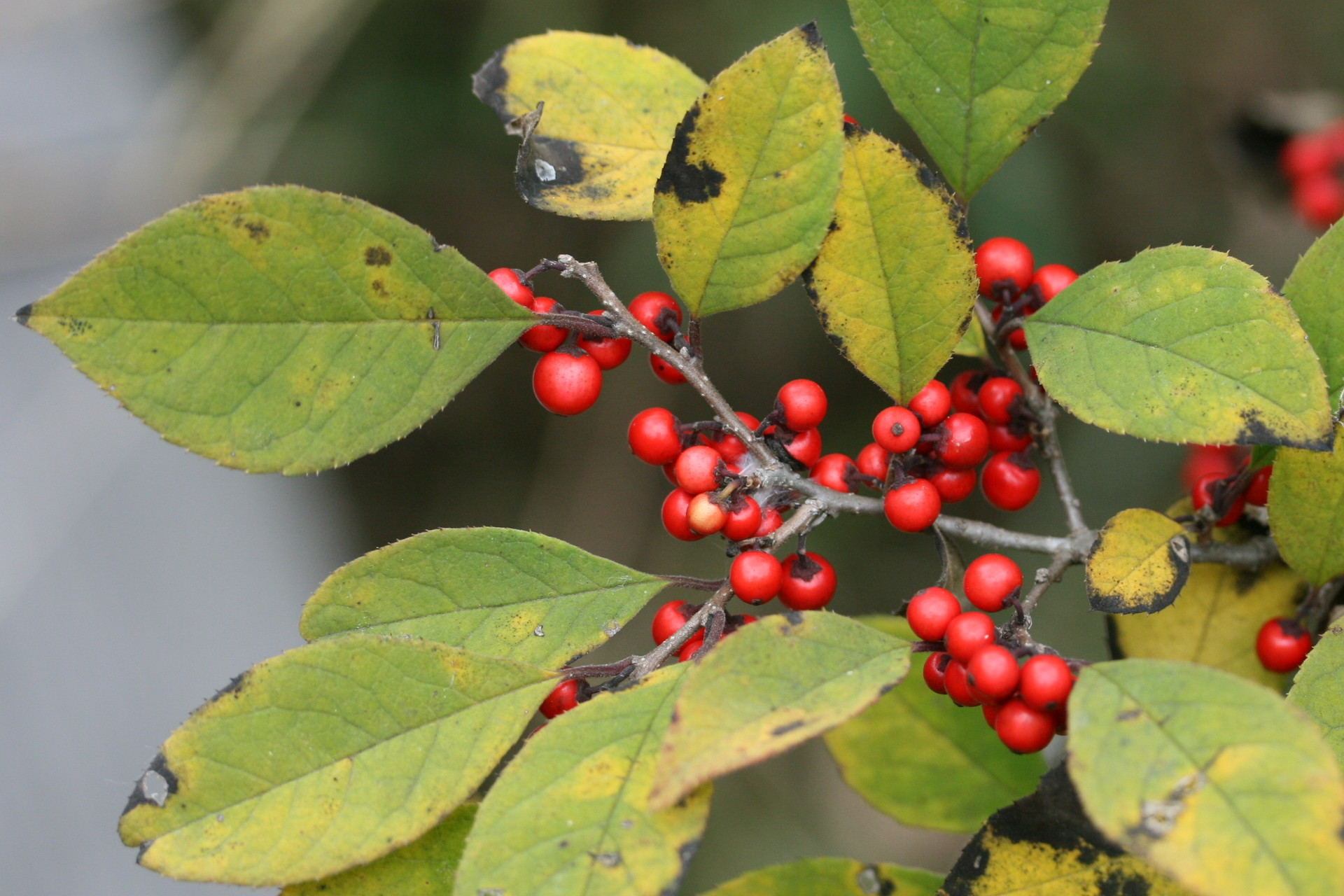
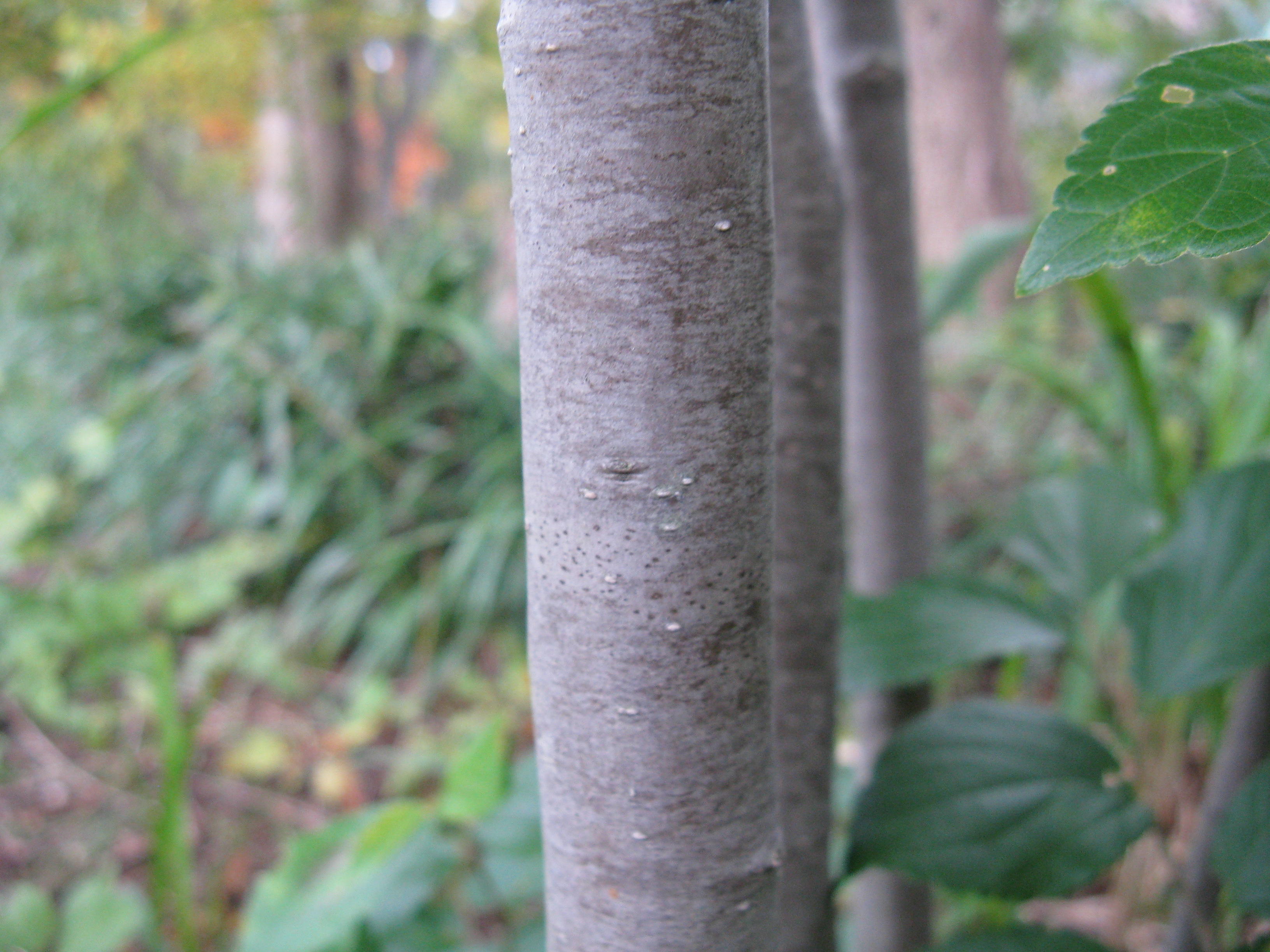
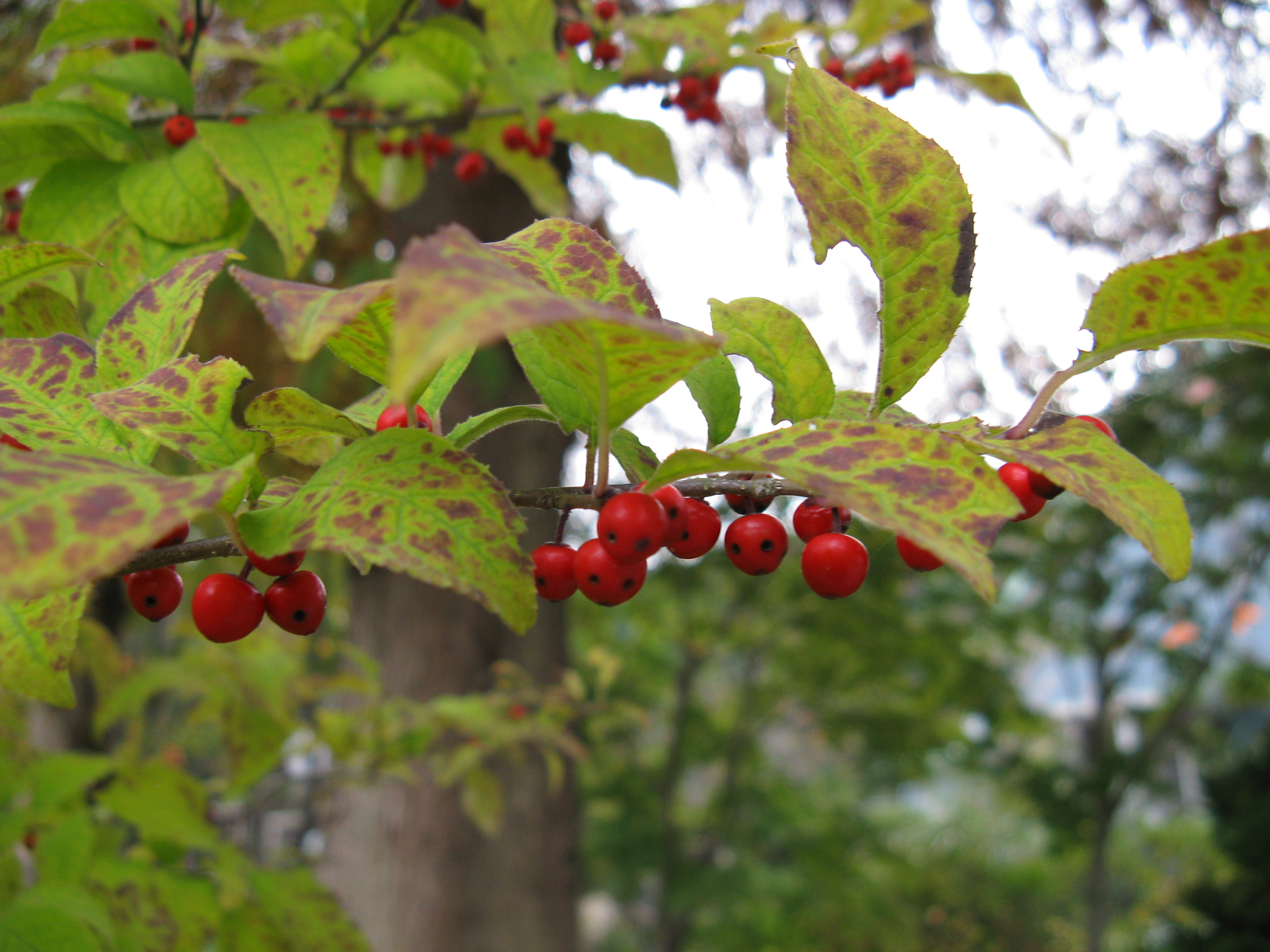
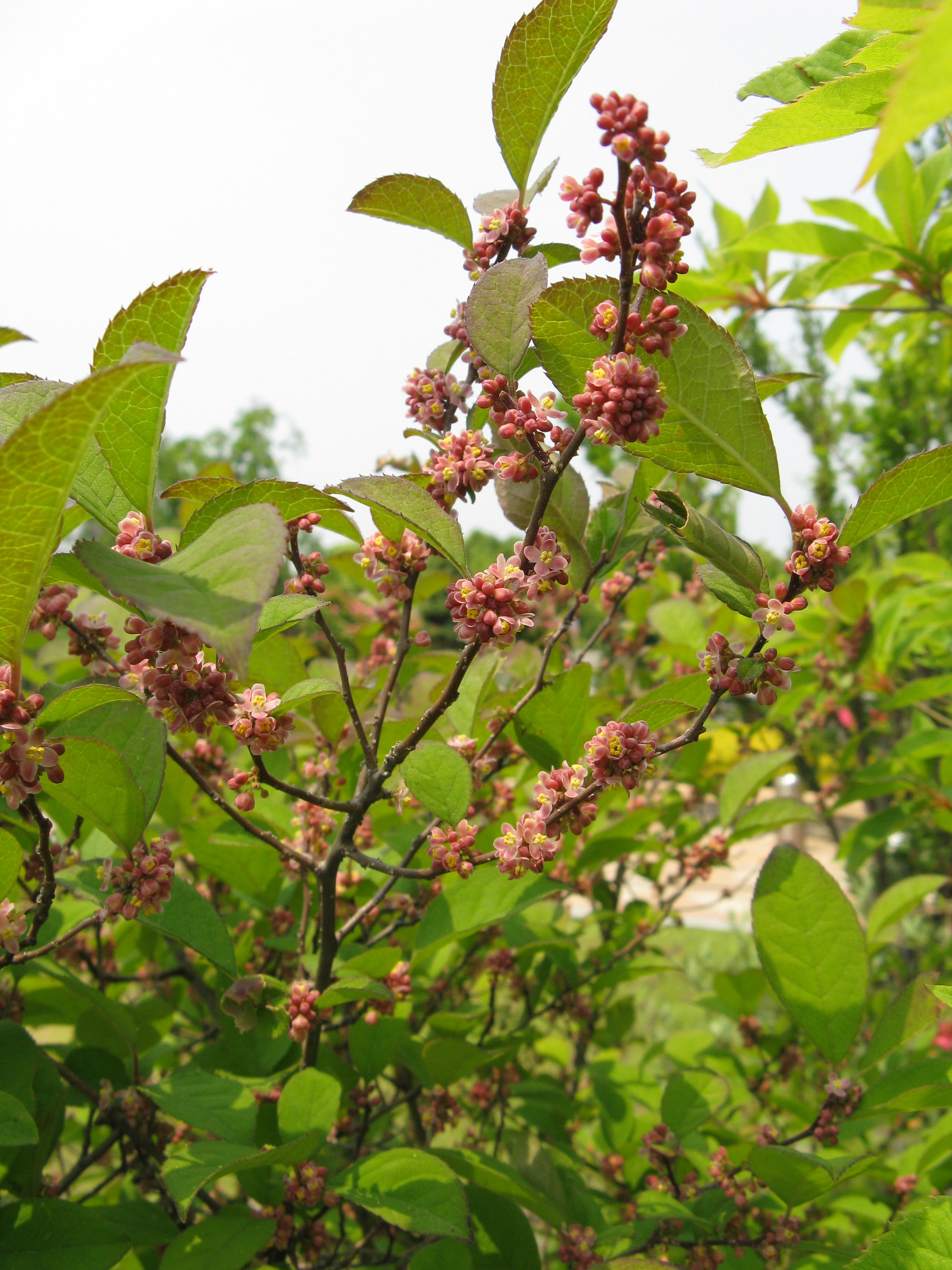
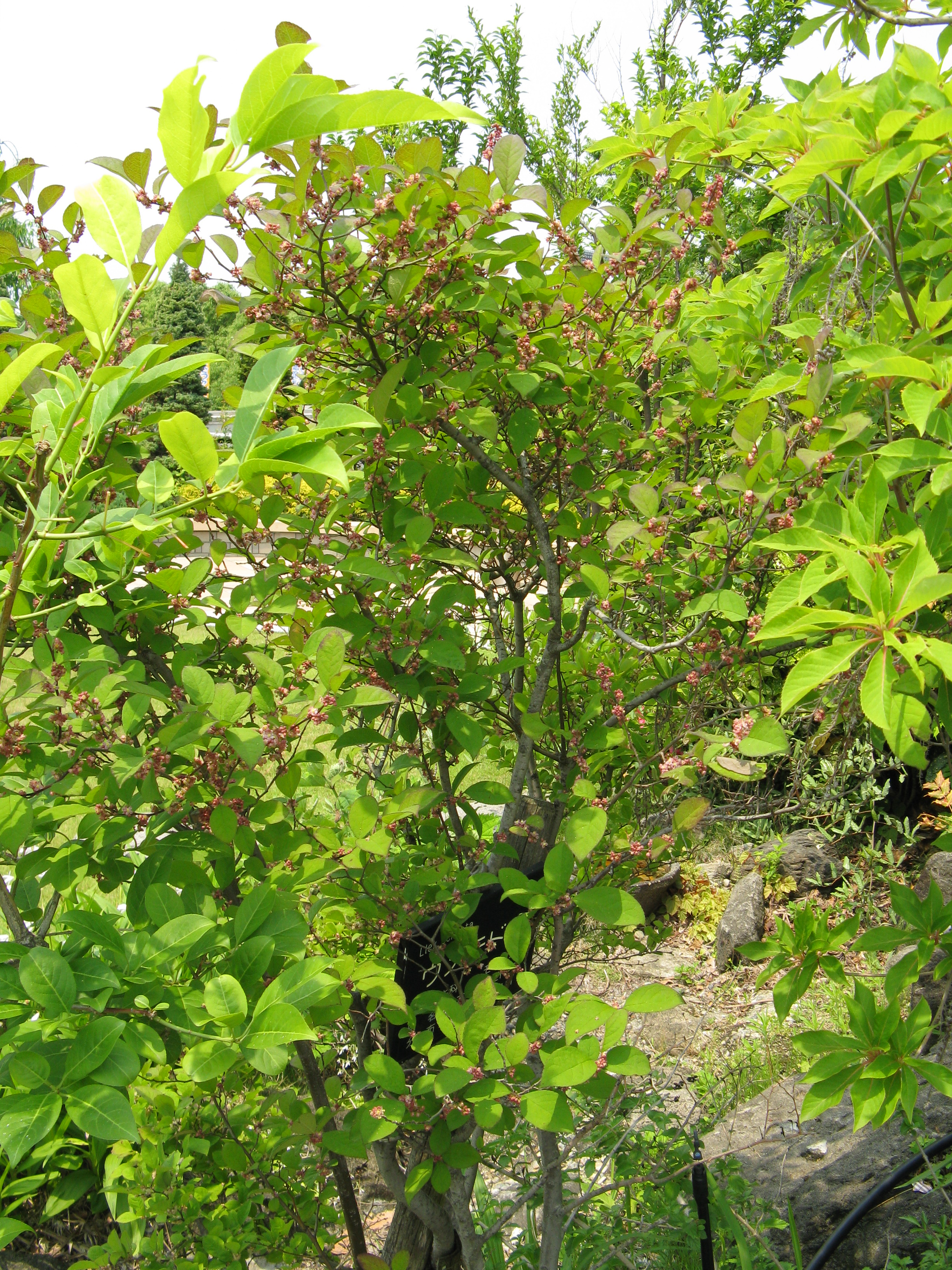